# Cine de Asjabad
El Cine de Asjabad (en turcomano: Aşgabat kinoteatry) es una sala de cine en la ciudad de Asjabad la capital del país centro asiático de Turkmenistán. El teatro está en la avenida Magtymguly, cerca del Estadio Kopetdag. Fue inaugurado el 29 de junio de 2011. Es el primer cine 3D en Turkmenistán. El impulsor de esta tecnología en el país fue el propio Presidente de Turkmenistán. La ceremonia de inauguración del edificio se llevó a cabo el 29 de junio de 2011 con la participación del entonces presidente de Turkmenistán, Gurbanguly Berdimuhamedov.